# Bitka pri Sullivanovem otoku
Bitka pri Sullivanovem otoku ali bitka pri Fort Sullivanu je potekala 28. junija 1776 med ameriško revolucionarno vojno. Potekala je blizu Charlestona v Južni Karolini, med prvim poskusom Britancev, da bi zavzeli mesto od ameriških sil. Včasih se imenuje tudi prvo obleganje Charlestona, zaradi uspešnejšega britanskega obleganja leta 1780.
Britanci so v začetku leta 1776 organizirali odpravo za operacije v uporniških južnih kolonijah Severne Amerike. Zaradi logističnih težav in slabega vremena je odprava dosegla obalo Severne Karoline maja 1776. Ker so ugotovili, da pogoji niso primerni za njihove operacije, sta se general Henry Clinton in admiral Sir Peter Parker odločila, da bosta namesto tega delovala proti Charlestownu. Ko so tja prispeli v začetku junija,  so vojake izkrcali na Long Islandu (zdaj imenovanem Isle of Palms), blizu Sullivanovega otoka, kjer je polkovnik William Moultrie poveljeval delno zgrajeni utrdbi, v pripravah na pomorsko bombardiranje in kopenski napad. General Charles Lee, ki je poveljeval južnemu celinskemu gledališču vojne, bi zagotovil nadzor.
Kopenski napad je bil preprečen, ko se je izkazalo, da je kanal med obema otokoma preglobok za prečkanje, ameriška obramba pa je preprečila amfibijsko izkrcanje. Pomorsko bombardiranje je imelo majhen učinek zaradi peščenih tal in gobaste narave konstrukcije utrdbe iz palminega lesa. Natančno streljanje branilcev je povzročilo znatno škodo britanski floti, ki se je umaknila po celodnevnem bombardiranju.  Britanci so umaknili svoje ekspedicijske sile v New York in se niso vrnili v Južno Karolino do leta 1780.

## External links
- Battle of Sullivan’s Island at Historical Marker Database
- https://www.battlefields.org/learn/revolutionary-war/battles/sullivans-island-south-carolina
- https://www.nps.gov/articles/battle-of-sullivan-s-island.htm
- https://www.battlefields.org/learn/maps/sullivans-island-june-28-1776